# Carmen Becerril
Carmen Becerril Martínez es una abogada española, funcionaria de carrera del Cuerpo Superior de Administradores Civiles del Estado (promoción XXIII) especializada en energías renovables. Ha ocupado puestos de alta responsabilidad en el sector energético ocupando actualmente la presidencia del Operador del Mercado Ibérico de la Electricidad (OMEL) y siendo también presidenta de honor de la Asociación Española de Mujeres de la Energía (AEMENER).

## Trayectoria
Se licenció en Derecho por la Universidad Autónoma de Madrid (UAM) y se convirtió en miembro del Cuerpo Superior de Administradores Civiles del Estado. Inició su carrera en la administración pública, desempeñándose en diversos cargos vinculados al área económica del Estado. En 1998 fue nombrada directora general del Instituto para la Diversificación y Ahorro de la Energía (IDAE) y directora general de Política Energética y Minas en el año 2000. roles desde los cuales impulsó políticas de eficiencia energética y regulación del sector minero hasta 2004. Durante esta etapa, también representó al sector público en el Consejo de Administración de compañías energéticas como Red Eléctrica de España (REE), Compañía Logística de Hidrocarburos (CLH), ENRESA y HUNOSA. Ya en el sector privado inició su andadura como directora de consultoría del área de energía de PricewaterhouseCoopers.
En 2005, se incorporó al grupo ACCIONA, donde ocupó distintos puestos directivos durante más de una década. Entre 2010 y 2013, fue presidenta de ACCIONA Energía, S.A., liderando la expansión de la compañía en energías renovables a nivel global. Asimismo, fue miembro del Consejo de Administración de ACCIONA entre 2014 y 2017, y consejera de ENDESA en representación de la empresa Acciona. 
Becerril ha tenido un papel activo en organizaciones no gubernamentales relacionadas con la energía y la sostenibilidad. Fue presidenta de la Fundación Energía Sin Fronteras entre 2002 y 2007, entidad dedicada a promover el acceso a la energía en comunidades desfavorecidas. Entre 2008 y 2011 presidió la Fundación Acciona Microenergía (FUNDAME), centrada en llevar soluciones de electrificación a zonas rurales de países en desarrollo. Forma parte del Patronato de ambas fundaciones, manteniendo su compromiso con la sostenibilidad y la inclusión social.
En el sector privado, tras su salida de Acciona en 2017, asumió nuevos retos en el sector energético donde en 2018 fue nombrada por el Consejo de Administración de la empresa Fortia Energía presidenta de la compañía, finalizando este periodo con su nombramiento como presidenta del Operador del Mercado Ibérico de la Electricidad (OMEL), entidad que gestiona los mercados eléctricos diarios e intradiarios en la península ibérica. En 2024 participó en la apertura del VIII Congreso Nacional de Energías Renovables apuntando en su discurso que las renovables son palanca de la recuperación económica, y destacando que la transición energética tiene que tener en cuenta otras tecnologías que acompañen a las renovables.
Desde su constitución en 2018 ha presidido la Asociación Española de Mujeres de la Energía (AEMENER), de la que actualmente es Presidenta de honor. AEMENER es una asociación sin ánimo de lucro que busca fomentar la participación de las mujeres en el sector energético y promover la igualdad de género,con iniciativas como el “Observatorio de la mujer en el sector energético”, con estudios donde se analiza el aumento de la participación femenina en el sector (del 23,8% en 2010 al 29,4% en 2020). Además, en 2023, Becerril anunció un Convenio Marco de Colaboración con el  grupo energético Engie España para fortalecer la sensibilización, la formación y la promoción de las vocaciones STEM entre mujeres, en el ámbito de la energía y el medio ambiente.

## Reconocimientos
En abril de 2008, Carmen Becerril recibió en la Embajada Francesa la insignia de Oficial de la Orden Nacional del Mérito por su impulso a las relaciones hispano-francesas como  directora general de Política Energética y de Minas en el Ministerio de Economía.
En 2015, Carmen Becerril fue elegida como pregonera de la XXXI edición del Día de la Provincia de Palencia, en reconocimiento a sus logros profesionales y a su vínculo con la localidad de Palenzuela, de donde son originarios sus padres y donde ella ha pasado gran parte de su infancia y juventud. Este reconocimiento puso en valor no solo su destacada carrera, sino también su conexión con las raíces palentinas.